# Vilafranca
Pour les articles homonymes, voir Vilafranca et Villafranca.
Vilafranca, en valencien, ou Villafranca del Cid, en castillan (dénomination officielle bilingue depuis le 25 mai 2004,), est une commune d'Espagne de la province de Castellón dans la Communauté valencienne. Depuis 2022 elle est située dans la comarque de Ports (Els Ports), qui appartient à la zone à prédominance linguistique valencienne. Elle fait également partie de la Mancomunidad Comarcal Els Ports.

## Géographie

Localisation de Vilafranca
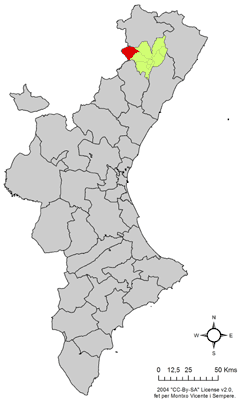
dans la Communauté valencienne.
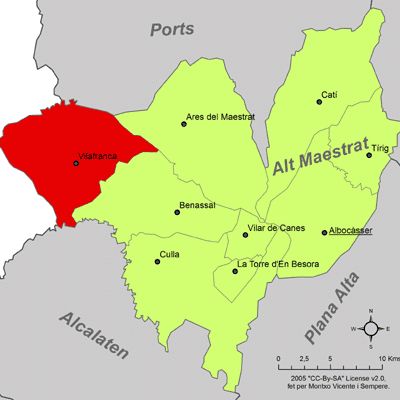
dans la comarque de l'Alt Maestrat (jusqu'en 2022).

La ville royale de Villafranca del Cid est située à la limite occidentale de la province de Castellón, à 85 km de la capitale. Le village est construit sur un plateau, à 1 125 m d'altitude. Cependant le reste du territoire est très accidenté, avec comme principaux sommets : le Tossal dels Montllats (1 643 m), le Tossal del Mas de Coder (1 467 m), le Tossal del Mas d'Altava (1 426 m), le Mas de Tosca de Dalt (1 379 m), le Tossal d'Arriello (1 314 m) et el Canto del Picaio (1 305 m). Au contraire, la partie la plus basse se trouve dans le cours du río Monleón à 710 m d'altitude. Les points les plus élevés sont formés principalement de roches calcaires, que l'érosion a ciselées profondément. La dissolution du calcaire a créé des formes capricieuses dans les Grottes de Forcall (Les Coves del Forcall).
On accède à cette localité depuis Castellón en prenant la CV-10 puis la CV-15.

### Communes voisines
Vilafranca est voisine des communes de Portell de Morella, Castellfort, Ares del Maestre, Benasal, et Vistabella del Maestrazgo toutes dans la province de Castellón, ainqi que de Mosqueruela et La Iglesuela del Cid dans la province de Teruel.

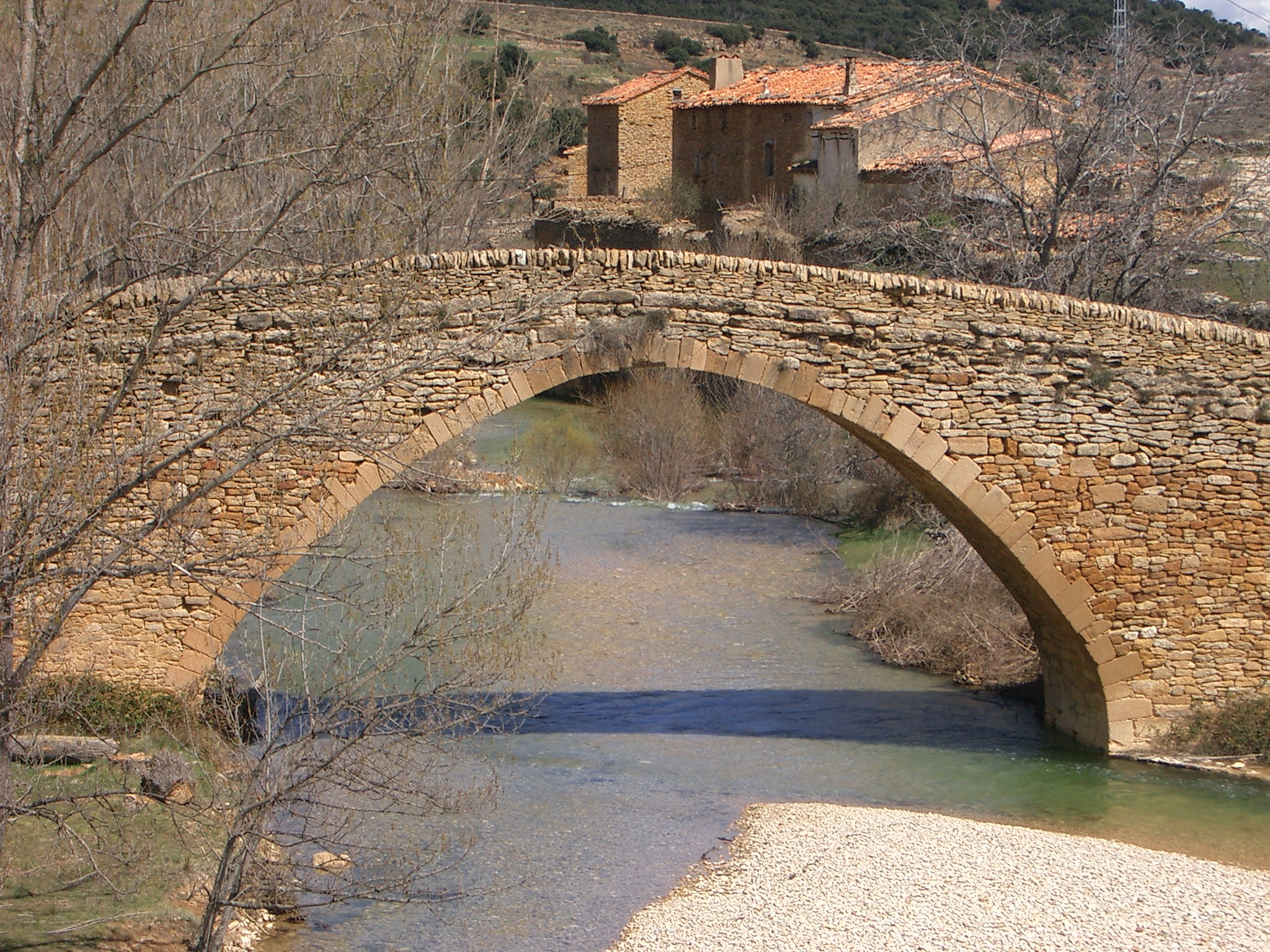
Pont gothique sur le "Riu de les Truites"

## Économie
L'industrie fondamentale de la commune est le textile avec trois entreprises qui y sont consacrées.
D'autre part, joue un rôle important l'industrie du meuble, ainsi qu'une scierie, une des plus grandes de la province.

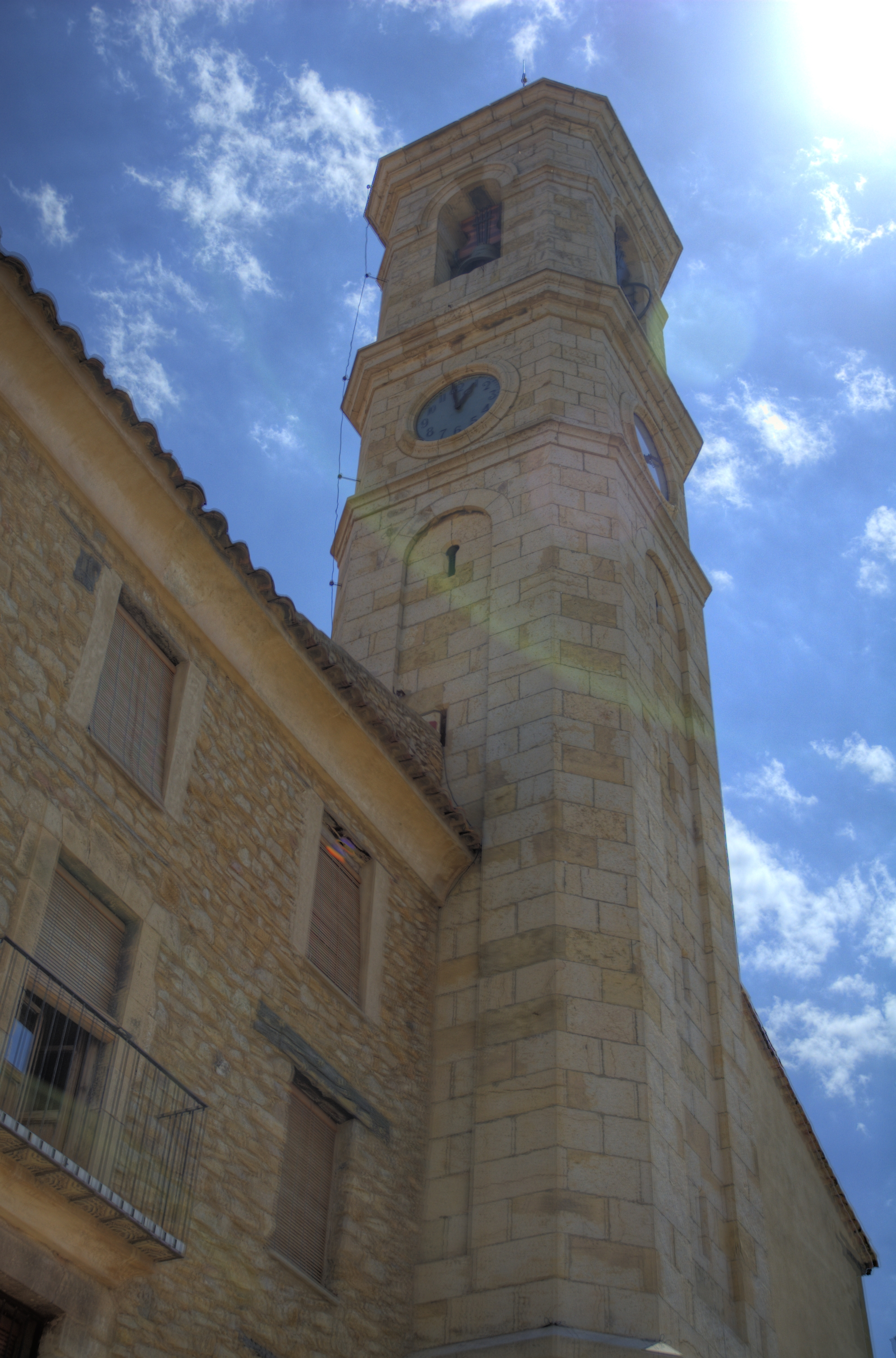
Clocher de l'église paroissiale de Vilafranca

## Histoire

### Fondation
Ses origines remontent à la préhistoire comme le prouve l'habitat de l'âge du bronze de l' Ereta del Castellar (qui attend une étude approfondie), les nombreux gisements ibériques (comme celui du castell del Mallo), quelques peintures rupestres comme celles du barranc de la Gotera et les restes romains trouvés sur le territoire (monnaies, chaussées antiques…).
La véritable fondation du village date du 7 février 1239. Son fondateur a été Blasco de Alagón, qui l'a appelée Rivus Truitarum ou Riu des Truites (dans la zone qui actuellement s'appelle "Pobla de Sant Miquel"). Le pont gothique qui traverse le Riu de les Truites est celui que le roi Jacques Ier, selon son Llibre dels Fets, a utilisé pour entrer pour la première fois sur les terres de Castellón et, donc, les terres valenciennes.
Avec les années, cependant, la localisation du noyau habité a changé vers l'actuel, sur un plateau bien situé. Ce n'est qu'en 1274, 35 ans après sa fondation, qu'apparaît pour première fois le nom de Vilafranca. Avec ce changement de nom, on a voulu exprimer deux choses : vila, c'est-à-dire, que ce n'était pas un hameau dépendant de Morella ni de tout autre château; et franca ou libre, c'est-à-dire, qui dépendait directement du roi.

### Aldea de Morella
Après avoir appartenu à la maison d'Alagó, à celle d'Anglesola après et ensuite être retournée à celle d'Alagó, elle va être incorporée aux «Térmens Generals del Castell de Morella» le 14 mai 1303. Le 27 décembre 1333, les Vilafranquins se sont rebellés contre les décisions des jurats de Morella, commençant avec cet acte la lutte pour l'indépendance vis-à-vis de Morella, qui allait durer quasi quatre siècles.
Il y a eu une série de disputes avec Mosqueruela, perdant le château de Mallo et la pedania de la Estrella, entre 1335 et 1340.
Le roi Pierre le Cérémonieux a autorisé la construction de murailles et a accordé l'indépendance vis-à-vis de Morella le 8 juin 1358; mais 11 ans après, il a changé d'idée et a annulé le privilège; de ce fait, la construction des murailles est devenue une dépense très coûteuse pour le peuple. Philippe IV a compris ce que représentait la charge financière pour les habitants, qui en plus de la construction de la muraille, devaient payer des tributs à Morella. Comme compensation pour les services rendus pendant les guerres de France et de Catalogne, il les a indemnisés.
C'est le notaire Joan Baptista Penyarroja qui a obtenu de Charles II l'indépendance de tous les hameaux et leur transformation en ville royale.

### Après l'indépendance
Durant la Guerre de Succession, la ville va prendre parti pour l'archiduc Charles d'Autriche.
Bien qu'il y ait toujours eu un important noyau traditionaliste et que le fameux guerrillero "El Serrador" ait été un enfant du pays, Vilafranca va prendre parti pour les libéraux d'Isabelle II; mais Cabrera va la prendre par surprise en 1834. Après elle va encore une fois devenir très libérale jusqu'à y renoncer car elle se trouvait isolée au milieu des chefs carlistes. Sur ses terres ont lieu deux batailles mémorables : celle du "Mas de la Carrasca" et celle du "Pla de Mosorro", le 28 juin 1875, gagnée par Jovellar, Azcárraga et Villaviciosa, contra Dorregaray, Cucala et Villalaín (qui est mort pendant la bataille). Cette bataille est considérée comme le début de la fin de la guerre entre le centre et Valence.

## Administration
| Liste des maires |                     |                          |         |
| Période          | Identité            | Parti                    | Qualité |
| 1979-1983        | Jaime Vives Lorenz  | UCD                      | -       |
| 1983-1987        | Jaime Vives Lorenz  | Partit Demòcrata Liberal | -       |
| 1987-1991        | Roger Tena Monforte | PSPV-PSOE                | -       |
| 1991-1995        | Roger Tena Monforte | PSPV-PSOE                | -       |
| 1995-1999        | Roger Tena Monforte | PSPV-PSOE                | -       |
| 1999-2003        | Francesc Miralles   | Independent              | -       |
| 2003-2007        | Òscar Tena Garcia   | PSPV-PSOE                | -       |
| 2007-2011        | Òscar Tena Garcia   | PSPV-PSOE                | -       |
| 2011-2015        | Òscar Tena Garcia   | PSPV-PSOE                | -       |

## Monuments

### Monuments religieux
- Église de Santa Maria Magdalena. Monument de la Renaissance édifié entre 1567-1572, sous la direction de Raimón de Pertusa et Pere Maseres. Un des édifices les plus remarquables du XVIe siècle valencien, restauré durant les dernières années. Font aussi partie de l'ensemble le clocher et la torre de Conjurar, une construction de plan quadrangulaire qui est actuellement en train d'être restaurée[5].
- Ermita de la Mare de Déu del Llosar. Dédié à la copatronne de Vilafranca. Église du XVIIe siècle et place avec des portiques du XIXe siècle, connue comme "els arcs del Pare Plàcid".
- Ermita de Sant Miquel. C'est l'église de l'ancien village du "riu de les truites". C'est une église romane-gothique, de conquesta, de la fin du XIIIe siècle. Retable de Bernat Serra, qui est daté de 1429.
- Ermita de Sant Roc. (1705-1725) Église baroque du XVIIIe siècle dédiée au patron de la ville. Actuellement en état de ruine.
- Ermita de Santa Bàrbara. (1773-1794). Édifice de transition du baroque au néoclassique de la fin du XVIIIe siècle. Possède des fresques récemment restaurées.

### Monuments civils
- Pont de la Pobla de Bellestar. Sur le "Riu de les Truites"; pont gothique de la fin du XIIIe siècle, d'une grande importance historique.
- Portal de Sant Roc. Connu comme "el portalet", appartient au XIVe siècle, et c'est l'unique reste des murailles de la ville.
- Antic Hospital. Situé devant le Portalet. Actuellement c'est le siège de diverses associations, comme la commission des fêtes.
- Cases Senyorials. Dans le centre historique. Destaquen la maison des Penyarroja, les maisons modernistes (comme la maison de Julio Monfort ou la maison du pharmacien Enric Segura) et l'antique siège de la Confraria Major, avec un portail baroque.
- Casa i clínica del Dr Manuel Palomo. Connue populairement comme El Moderno, est un édifice moderniste qui date de 1926. Elle se trouve sur la place Blai d'Alagó.
- Ajuntament. Édifice gothique de la fin du XIVe siècle ou début du XVe siècle. Actuellement utilisé comme une salle de réunion, mais ne contient pas les bureaux municipaux. Dans la salle de réunion se trouve le retable de Valentí Montoliu, peint en 1455 et qui a été qualifié par certains critiques comme la meilleure peinture du XVe siècle valencien. De plus, la sala gòtica est utilisée actuellement comme salle d'expositions. Il renferme également la collection du musée municipal et l'office de tourisme.
- Llotja. Anciennement dédiée au commerce local; elle conserve les arcs ogivaux. Actuellement elle accueille la garderie municipale et le Musée de la Pedra en Sec. Devant se trouve le Pilleric, une grande pierre ronde qui était utilisée pour y attacher les criminels pour être exposés devant la foule.
- Forn Medieval Construit à la fin du XIIIe siècle quand le village a été déplacé à l´emplacement actuel.